# Platystele obtecta
Platystele obtecta är en orkidéart som beskrevs av Carlyle August Luer. Platystele obtecta ingår i släktet Platystele och familjen orkidéer.
Artens utbredningsområde är Costa Rica. Inga underarter finns listade i Catalogue of Life.